# Zona híbrida
Uma zona híbrida existe onde a distribuição de duas espécies não isoladas reprodutivamente se encontram. É onde a prole híbrida de dois táxons diferentes prevalece e há variação clinal na composição genética entre as populações dos táxons envolvidos. As duas (ou mais) linhagens geneticamente distintas que formam a zona híbrida são designadas como formas parentais. A variação clinal em zonas híbridas pode ser observada por meio do registro da frequência de alelos diagnósticos ou características fenotípicas de uma das populações ao longo de um transecto entre as duas populações parentais, tendo geralmente o formato de uma curva sigmoide que pode ser larga (gradual) ou estreita (acentuada) dependendo da proporção entre taxa de sobrevivência de híbridos e taxa de recombinação genética. 
Uma zona híbrida pode se formar in situ devido à evolução de uma nova linhagem mas geralmente resultam de um segundo contato entre as formas parentais depois de um período de isolamento geográfico que permitiu a diferenciação.
Para uma zona híbrida ser estável, os descendentes produzidos pelo cruzamento das espécies (os [híbrido (biologia)|híbridos) têm de ser menos aptos que os membros das espécies parentais, embora esta condição não seja necessária na primeira geração (Híbrido F1) que pode apresentar vigor híbrido. Algumas zonas híbridas movimentam-se. 
Zonas híbridas são úteis no estudo genético da especiação por exemplificar a diferenciação e às vezes fluxo gênico entre populações que em diferentes momentos representavam uma única espécie e representavam várias espécies em isolamento reprodutivo. 

## Tipos
Zonas híbridas podem ser primárias ou secundárias. Na prática é difícil distinguir entre as duas.
A primária ocorre quando há divergência entre populações adjacentes que antes eram uma espécie homogênea, o que poderia induzir especiação parapátrica. Essa população passa a se espalhar pela região, podendo encontrar um ambiente diferente ao qual precisa se adaptar, gerando especiação parapátrica. Ainda têm-se contato entre a população original e a nova, ocorrendo hibridização e a formação da zona híbrida. 
A secundária ocorre quando duas populações, que passaram por especiação alopátrica, se reencontram e geram híbridos. O fluxo gênico pode ocorrer entre endocruzumento entre híbridos e parentais não-híbridos (introgressão). 